# داناوان میچل
داناوان میچل جونیور (انگلیسی: Donovan Mitchell Jr.؛ زادهٔ ۷ سپتامبر ۱۹۹۶) بازیکن بسکتبال اهل ایالات متحده آمریکا است.
از باشگاه‌هایی که در آن بازی کرده‌است می‌توان به یوتا جاز اشاره کرد.
او توسط دنور ناگتس در سیزدهمین دوره انتخابی در پیش نویس NBA 2017 انتخاب شد.
او قهرمان NBA Slam Dunk Contest champion 2018 است